# 일리야 퍄테츠키샤피로
일리야 이오시포비치 퍄테츠키샤피로(1929년 3월 30일 ~ 2009년 2월 21일, 러시아어: Илья́ Ио́сифович Пяте́цкий-Шапи́ро, 히브리어: אִיליה פיאטֶצְקי-שַׁפִירוֹ IPA: [ilˈja piaˈtetski ʃapiˈro])는 러시아 태생의 이스라엘 수학자다.

## 참고 문헌
- Cogdell, Jim; Gelbart, Steve; Sarnak, Peter (2010년 11월). “Ilya Piatetski-Shapiro, in memoriam” (PDF). 《Notices of the American Mathematical Society》 (영어) 57 (10): 1260–1275.